# 駿府博物館
駿府博物館（すんぷはくぶつかん、英語:  Sumpu Art Museum）は、静岡県静岡市駿河区登呂3-1-1にある私立の美術館。運営主体は公益財団法人静岡新聞・静岡放送文化福祉事業団。

## 概要
1971年（昭和46年）に静岡新聞社・静岡放送の創設者大石光之助によって設立。当初は1970年（昭和45年）に登呂に移転した後の静岡市紺屋町の旧静岡新聞社の社屋（当時：静岡新聞社別館ビル）に開館した。館名に「駿府」を冠したのは光之助の意志によるもの。
2015年（平成27年）1月、静岡市駿河区登呂に移転。
現在は公益財団法人 静岡新聞・静岡放送文化福祉事業団が運営している。

## 収集・展示
静岡新聞社・静岡放送の創業者、大石光之助（1896-1971）が文化事業を興すために収集した近代日本画、書画がコレクションの中心。その内容は、関東・関西画壇の巨匠や帝国芸術院、文化勲章受章者の絵画作品、徳川家の書状をはじめ日本の歴史上大きな足跡を残した政治家や思想家の遺墨のほか、2001年以降に収集した静岡県ゆかりの作家の創作版画や書などの美術工芸品約1200点が収蔵されている。
展覧会の内容は駿府博物館ホームページで確認することができる。常設展はなく、年間４～５回程度の企画展などが開催される。入館料は展覧会によって異なる。
移転前は「 駿府博物館友の会」があり、入館無料の特典や会員向けに「友の会だより」が発行されていた。「友の会だより」は2014年（平成26年）3月に終刊している。また、絵画・文芸などの教養講座も開かれていた。

## 主な所蔵品
書
- 徳川家康「書状・中村式部少輔宛」
- 徳川秀忠 「自筆消息」
- 勝海舟 一行「人性含霊」

日本画
- 伊東深水「吹雪」
- 川端玉章「春江愛鶴・秋溪観瀑図」
- 下村観山「草廬三顧」
- 竹内栖鳳「秋霽」
- 土佐光成「駿府鳥瞰図」
- 橋本雅邦「林間残照図」
- 冷泉為恭「足柄山図」